# Benedikt Röcker
Benedikt Röcker (født 19. november 1989) er en tidligere professionel fodboldspiller fra Tyskland, der blandt andet har spillet for Brøndby IF.
Han skiftede i juni 2016 til Brøndby IF.

## Karriere
Röcker fik i slutningen af 2012 sin debut for VfB Stuttgart i en Europa League-kamp mod Molde FK. Den 10. juni 2013 forlængede han med klubben.

### Greuther Fürth
Omkring samme tid, et år senere, skiftede Röcker til Greuther Fürth.

### Brøndby IF
I juni 2016 skiftede Röcker til Brøndby IF på en tre-årig kontrakt. Hvor han blev forenet med sin tidligere træner fra Sonnenhof Großaspach Alexander Zorniger. Röcker etablerede sig hurtigt ind i startopstillingen, og var en del af holdet der slog Hibernian og Hertha BSC ud af Europa League kvalifikationsfase og playoffrunde 2016-17 i sine første måneder i klubben, før man tabte til den græske klub Panathinaikos over 2 opgør i den sidste del af play-off runden. Han fik i alt 46 kampe i sin første sæson, da Brøndby sluttede sæsonen på en anden plads i superligaen og nåede finalen i DBU Pokalen, hvor de endte med at tabe 3–1 til lokalrivalerne fra FCK.
I den efterfølgende sæson, var Röcker en fast del i det centrale forsvar hvor han enten havde Hjörtur Hermannsson eller Paulus Arajuuri ved sin side, da Brøndby var kandidater til at vinde ligaen. Men måtte i sidste ende se sig slået af FC Midtjylland til sidst, da man mistede førstepladsen i næst sidste spillerunde i en 2-2 kamp mod AC Horsens.
De havde mere succes i DBU Pokalen 2017-18, da Röcker scorede et vigtigt mål da Brøndby slog Silkeborg IF 1-3 sejr i finalen der sikrede Brøndby deres første trofæ i 10 år.
Röcker, havde en god sæson med 40 kampe i alt og 5 mål.
I januar 2019 blev Röcker forfremmet fra viceanfører til kaptajn i Brøndby IF, efter at Johan Larsson havde forladt klubben.
Men han fik ikke meget spilletid den sidste del af sæsonen, da Brøndby havde fyret Alexander Zorniger og klubben sluttede på en fjedre plads. Röcker fik 25 kampe og scorede 1 mål i sin sidste sæson for Brøndby, da hans kontrakt udløb i slutningen af sæsonen.

### Wehen Wiesbaden
Den 13 juni 2019, skiftede Röcker til den tyske klub SV Wehen Wiesbaden der lige var rykket op i 2. Bundesliga på en to årig kontrakt, på en fri transfer. Han fik i alt 21 total kampe i sæsonen og scorede 1 mål, da Wehen Wiesbaden sluttede på 17. pladsen i tabellen og måtte en tur ned i 3. Liga.
I starten af den nye sæson var Röcker nødsaget til at følge med på tribunerne på grund af springerknæ i højre knæ, og i november 2020 viste yderligere undersøgelse, at han havde lidt bruskskader, som krævede operation.
Skaden holdt ham ude på ubestemt tid.
Den 24 juni 2021, annoncerede Röcker sin pensionering fra professionel fodbold efter ikke at have optrådt i sæsonen 2020-21. Han sagde, at beslutningen var "uundgåelig" på grund af hans skade.